# ウィリアム・ダグラス・ハミルトン

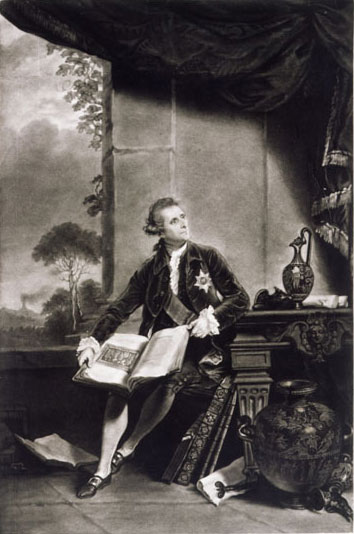
ウィリアム・ダグラス・ハミルトン

サー・ウィリアム・ダグラス・ハミルトン（Sir William Douglas Hamilton，1730年10月30日 - 1803年4月6日）は、イギリスの外交官。ナポリ駐在中に火山に関する著作を著わし、その功績により1770年、コプリ・メダルを受賞した。古代遺跡の出土品の収集にも功績があった。その妻とネルソン提督のロマンスはビビアン・リー主演の映画『美女ありき』（原題:
That Hamilton Woman, 1941年）で描かれた。

## 生涯
ジャマイカの総督アーチバルド・ハミルトンの四男に生まれた。1747年から軍に務めたが、1758年に最初の妻と結婚したとき退役した。妻は1782年に死亡した。1764年から1800年までイギリス大使としてナポリに駐在した。ナポリ駐在中に火山や地震の研究を行った。ポンペイについての著書も出版した。遺跡の出土物の収集を行い、その一部は1772年に大英博物館に売却された。その後も収集を続け、その一部は失われたが、貴重なコレクションをつくりあげた。1791年、60歳のハミルトンは26歳のエマ・ライオンと再婚した。